# Sällskapssjuk
Sällskapssjuk (приблиз. со швед. — «Тот, кому плохо без компании») — одиннадцатый сольный студийный альбом шведского музыканта Пера Гессле, вышедший в сентябре 2024 года. Это первый за последние семь лет релиз Пера Гессле с новым материалом на шведском языке после альбома En vacker dag (2017).
Настоящий релиз является «альбомом дуэтов». Восемь песен из записанных в альбоме Гессле исполнил совместно с другими музыкантами. В программе Фредрика Элиассона (Fredrik Eliasson) «Musikplats» на шведском радио Гессле рассказал, что все музыканты, к которым он обратился с просьбой записать с ним дуэт для этого альбома, согласились.
О том, что Гессле работает над новым сольным альбом стало известно в июле 2023 года, до начала гастролей группы Gyllene Tider Hux flux sommarturné. Непосредственно о выходе альбома и его название были объявлены 20 февраля 2024 года, в один день с объявлением о выходе первого сингла из этого альбома, песни «Beredd».
Этот альбом является последней совместной работой Пера Гессле и Хелены Юсефссон, которая в марте 2024 года объявила о прекращении сотрудничества с музыкантом. В общей сложности они проработали вместе 22 года с 2002 года (начало записи альбома Mazarin).

## История
История альбома началась весной 2022 года. Тогда поклонница Roxette и Пера Гессле, главный редактор интернет портала «RoxetteBlog» Патрисия Перес прислала Гессле фотографию его аудиокассеты, на которой были записаны песни «Hoppas» и «Ingen annan som du» и поинтересовалась — что это за песни. Гессле нашёл демоверсии этих песен, которые были написаны в 1984-85 годах. Музыкант решил использовать оригинальную музыку, но переписать текст для обеих композиций — с этого началась работа над новым альбомом.
Альбом записывался в Хальмстаде в студии «T&A», а также в Харплинье (пригород Хальмстада) в студии «Sweetspot». Альбом был записан уже на 70 %, когда Гессле решил, что хочет записать альбом дуэтов. Финальная версия альбом состоит большей частью из песен, которые Гессле исполнил дуэтом с другими известными и не очень известными шведскими музыкантами. По этому поводу Гессле объясняет идею альбома: «В каком-то смысле это моя судьба с тех пор, как мы с Мари Фредрикссон начали работать вместе в Roxette — мои песни всегда становятся немного лучше, когда в картину входит другая сильная личность и добавляет свою уникальность».
Альбом был полностью записан уже до июля 2023 года. Гессле тогда дал интервью местной газете «Hallandsposten», в котором рассказал, что сам играет на многих инструментах. Кроме того, над записью альбома работали новые приглашённые музыканты.
27 марта 2024 в стокгольмском театре «Intiman» прошли съёмки телепередачи Никласа Стрёмстедта «Tack för musiken!» с участием Пера Гессле. В качестве приглашённого гостя в съёмках также приняла участие Молли Хаммар, которая исполнила с Гессле песню «Beredd». Передача транслировалась по шведскому телевидению 20 апреля 2024 года.

## Обложка
На обложке альбома Пер Гессле изображён с тремя собаками по кличке Emmylou, Tingeling и Baloo. Собаки принадлежат Анне Линдмаркер, шведской журналистке и телеведущей, бывшей ведущей новостей на шведском телеканале TV4.

## Музыканты
- Пер Гессле — гитара, электро-гитара, вокал
- Хелена Юсефссон — вокал и бэк-вокал
- Аманда Гинсбург — вокал (для песни «Plåster»)
- Лиса Мисковски — вокал (для песни «Jag är regnet»)
- Albin Lee Meldau[англ.] — вокал (для песни «Nyper mig i armen»)
- Молли Хаммар[англ.] — вокал (для песни «Beredd»)
- Уно Свеннингссон — вокал (для песни «Har på känn»)
- Лена Филипссон — вокал (для песни «Sällskapssjuk»)
- Йикен Юханссон — гитара
- Магнус Хельгессон — ударные
- Стаффан Карлссон — техник и инженер звукозаписи студии «Sweetspot»
- Маллин-Мю Валл — аккордеон, бэк-вокал

Комментарии
- Хелена Юсефссон — сотрудничала с Гессле с 2002 года (с записи альбома Mazarin (2003)), работала над его сольными проектами, а также над записями Roxette (до 2016 года), Gyllene Tider, Mono Mind, PG Roxette и других проектов. 20 марта 2024 года объявила о полном прекращении сотрудничества с Гессле.
- Лена Филипссон — на сегодняшний день известная шведская певица. Работала с Гессле в середине 1980-х; помимо прочего Гессле написал текст для песни «Kärleken är evig», с которой Филипссон стала известной. В 2025 году планируется серия концертов группы Roxette под названием «Roxette In Concert», где Филипссон выступит в роли ведущей вокалистки вместо Мари Фредрикссон (1958—2019).
- Уно Свеннингссон — известный шведский музыкант. В 2020 году Свеннингссон сотрудничал с Пером Гессле — музыканты записали дуэтом песню «Du kommer så nära (du blir alldeles suddig)»[9] (из альбома Gammal kärlek rostar aldrig, 2020), а двумя годами позже — «Bara få höra din röst»[10] (внеальбомный сингл, 2022)[11][12]. Летом 2023 года Свеннингссон выступал на разогреве во время тура Gyllene Tider «Hux flux sommarturné»[13].
- Стаффан Карлссон — ранее работал с Пером Гессле над записью альбома PG Roxette Pop-Up Dynamo! (2022) и альбома Gyllene Tider Hux flux (2023).
- Йикен Юханссон — играл на гитаре и гавайской гитаре при записи альбома Gammal kärlek rostar aldrig (2020).
- Маллин-Мю Валл — бэк-вокал, аккордеон и перкуссия в PG Roxette, во время сольного тура Гессле En vacker kväll (2017), а также тура Gyllene Tider Hux flux sommarturné (2023).

## Список композиций
В альбоме записано 13 песен, восемь из которых Гессле исполнил дуэтом.
1. «Hoppas»
2. «Henry väntar på en chans»
3. «Plåster» дуэт с Амандой Гинсбург
4. «Jag är regnet» дуэт с Лисой Мисковски
5. «Nyper mig i armen» дуэт с Albin Lee Meldau[англ.]
6. «Hjärtats vackraste rum» дуэт с Хеленой Юсефссон
7. «Det tar den tid det tar»
8. «Beredd» дуэт с Молли Хаммар[англ.]
9. «Har på känn» дуэт с Уно Свеннингссоном
10. «Ingen kan som du» дуэт с Хеленой Юсефссон
11. «Sällskapssjuk» дуэт с Леной Филипссон
12. «Ingen annan»
13. «Utan din humor» дуэт с Хеленой Юсефссон

### Комментарии
1. «Hoppas»: вторая песня, записанная для данного альбома после «Ingen annan». Песня была написана в 1984 году для второго сольного альбома Гессле Scener. Гессле переписал часть текста песни, но оставил мелодию композиции именно так, как написал её, когда ему было 25 лет.

2. «Henry väntar på en chans»: эта песня выпускалась ранее в 1984 году под названием «Break Another Heart». Кроме того, Гессле часто использует имена в своих песнях. Так, это «третее появление» Генри в песнях музыканта, после песен «Henry dansar inte disco» (из альбома Gyllene Tider Soldans på din grammofon (2013)) и «Henry har en plan på gång» (из альбома Gyllene Tider Samma skrot och korn (2019)).

10. «Ingen kan som du»: песня была записана группой Gyllene Tider совместно с Мари Фредрикссон в 1983 году. Эта запись до сих пор нигде официально не публиковалась. Фредрикссон также является автором музыки к этой песне.

12. «Ingen annan»: первая песня, записанная для данного альбома. Песня была написана в 1984 году для второго сольного альбома Гессле Scener. Гессле переписал часть текста песни, но оставил мелодию композиции именно так, как написал её, когда ему было 25 лет.

13. «Utan din humor»: композитором этой песни является известная шведская певица Линнея Хенрикссон. В середине 2010-х она гастролировала вместе с Гессле, выступая на разогреве перед его концертами во время шведского тура.

## Синглы

### Beredd
Первый сингл из альбома был записан на песню «Beredd», которую Гессле исполнил дуэтом со шведской певицей Молли Хаммар. Сингл вышел 23 февраля 2024 года (цифровой) и 1 марта 2024 года (7" винил). На песню был снят видеоклип (реж. Эбба Густафссон Огрен, швед. Ebba Gustafsson Ågren). Автор текста и музыки: Пер Гессле. Фотографии для обложки сингла выполнили Эбба Густафссон Огрен и Фредрик Этоалль (швед. Fredrik Etoall).
Треклист:
1. Beredd (3:33)
2. Ingen förstod vad som hände (3:39)

Ранее мальмёская режиссёр Густафссон Огрен сотрудничала с Пером Гессле. В частности она является автором следующих арт-работ для музыканта:
- Per Gessle — Vandrar i ett regn (видео и дизайн сингла)
- Gyllene Tider — Chans (видео и анимация)
- Roxette x Galantis — Fading Like a Flower (видео, дизайн и анимация)
- Roxette x Alle Farben — Listen to Your Heart (видео и дизайн)

На станции «P4 Stockholm» шведского радио «Sveriges Radio» сингл «Beredd» стал песней недели в программе «Musikplats».

### Sällskapssjuk
Демоверсия этой песни была записана дуэтом с Хеленой Юсефссон в феврале 2023 года на хальмстадской студии «T&A». Песня выла выбрана в качестве второго сингла из альбома. Студийная версия песни «Sällskapssjuk» была исполнена дуэтом с Леной Филипссон. Сингл вышел 3 мая 2024 года. Би-сайдом является песня «Hjärta av glas», которая не вошла в альбом. Сингл был выпущен в цифровом виде, а также на 7" пластинке.

### Nyper mig i armen
Третий сингл из альбома на песню «Nyper mig i armen» вышел 16 августа 2024 года. Песня исполнена дуэтом со шведским исполнителем Albin Lee Meldau. Сингл вышел в цифровом формате, а также на 7" виниле. У сингла два би-сайда:
- «72 (MP Remix 2024)» — студийная версия записана на альбоме Gyllene Tider Finn 5 fel! (2004). Демоверсия песни записана 20 июля 2002 года в хальмстадской студии «T&A» и выпущена в цифровом альбоме Finn fem fel! — Demos (2021) в рамках проекта «The Per Gessle Archives»[20].
- «Varje gång (T&A Demo 1986)» — эта песня была записана певицей Anna[швед.] в альбоме Annamma! (1987) и стала известным хитом в Швеции (песня возглавляла чарты Svensktoppen и Sommartoppen[швед.]). Кроме того, в этом же году эту же песню выпустила и шведская группа Wizex[англ.] в альбоме Dansa i månens sken (1987). В марте 2022 года Пер Гессле опубликовал несколько фотографий с аудиокассетами и списком демоверсий записанных на них различных песен. Некоторые из песен известны сегодня как хиты Roxette и Gyllene Tider, другие никогда не были опубликованы. Трек «Varje gång (демоверсия от 4 декабря 1986 года)» появляется на кассете № 5[21].

### Plåster
Сингл вышел 4 октября 2024 года. Как и предыдущие четыре сингла, эта песня является дуэтом Пера Гессле и шведской певицы Аманды Гинсбург (швед. Amanda Ginsburg). Сингл вышел в цифровом формате и на 7" виниле. Би-сайдом стала песня «Jupiter Calling» (версия 2024 года).
Технический персонал звукозаписи:

- Автор слов и музыки: Пер Гессле
- Публикуется компанией «Jimmy Fun Music»
- Продюсер: Пер Гессле
- Записано на студии «T&A», Хальмстад, в феврале, марте и апреле 2023 года, а также на студии «Sweetspot», Харпльнье, в марте 2023 года
- Инженеры звукозаписи: Матс МП Перссон («T&A») и Стаффан Карлссон («Sweetspot»)
- Смикшировано Матсом МП Перссоном и Пером Гессле на студии «T&A», Хальмстад, в мае 2023 года

Музыканты:

- Пер Гессле: акустическая гитара, рояль, вокал
- Аманда Гинсбург: вокал
- Ула Густафссон: электрогитара, слайд-гитара, мандолина, добро
- Магнус Хельгерммон: ударные, перкуссия
- Фредрик «Йикен» Юханссон: электробас, лэп-стил гитара, добро
- Хелена Юсефссон: бэк-вокал
- Матс МП Перссон: мандолина, синтезаторы, добро
- Пер Торнберг: тенор-саксофон, баритон-саксофон

«Jupiter Calling»
Автором слов и музыки является Пер Гессле. Демоверсия песни была записана в Хальмстаде на студии «T&A» 3 августа 1995 года при участии музыкантов группы Gyllene Tider Матса МП Перссона и Мике «Сюда» Андерссона. Эта версия вышла би-сайдом к макси-синглу на песню «I Want You To Know» (вып. 9 сентября 1997 года в Швеции). Это третий сингл из сольного альбома Гессле The World According to Gessle (1997).
Музыканты и технический персонал:

- Записано на студии «T&A» в Хальмстаде 3 августа 1995 года и 31 июля 2024 года
- Инженер звукозаписи: Матс МП Перссон
- Смикшировано: Матс МП Перссон на студии «T&A», Хальмстад, август 2024 года
- Пер Гессле: электрогитара, акустическая гитара, клавишные, синтезатор, вокал
- Мике «Сюд» Андерссон: ударные
- Матс МП Перссон: электрогитара, электробас

### Har på känn
Вышел 14 марта 2025 года на 7" виниловой пластинке, а также формате цифровой дистрибуции и стриминга.
- Песню «Har på känn» Гессле записал с известным шведским музыкантом и исполнителем Уно Свеннингссоном, с которым Гессле уже сотрудничал ранее. Для сингла были записаны два би-сайда:
- Песня «Blazer» была создана в 2013 году. Это инструментальная композиция, исполненная и програмированная Пером Гессле, Кларенсом Эверманом и Кристофером Лундквистом.
- Песня «Kvar i min bil» была создана в 2007 году. Демоверсия была записана 28 апреля 2007 на студии Кристофера Лундквиста «Aerosol Grey Machine» в Валларуме[22] и была выпущена в сборнике «The Per Gessle Archives — Demos & Other Fun Stuff!, Vol. 2» (2014). Её оригинальная версия трижды прозвучала в шведском фильме «Впусти меня» (2008)[23] потому что она звучит как «хит из 1980-х», однако в оригинальный саундтрек[англ.] к фильму песня не вошла. Изначально эта песня была написана для сольного альбома Гессле En händig man (2007), но в итоге не вошла в него. В 2004 году Матс МП Перссон переработал песню и записал её новую версию — она вошла в качестве би-сайда на данный сингл[24].

Сторона А:
1. Har på känn

Сторона B:
1. Blazer
2. Kvar i min bil (MP Remix 2024)

## Отзывы критиков
- Обозреватель гётеборгской газеты «Göteborgs-Posten[англ.]» Юхан Линдквист называет первый сингл из альбома «маргинальным»[25].

## Чарты
1 ноября 2024 года альбом возглавил шведский чарт (44 неделя 2024 года) альбомов на виниле и шведский чарт альбомов, выпущенных на физических носителях.